# Novo Selo (Šomođska županija, Mađarska)
Novo Selo (mađ. Tótújfalu) je pogranično selo u južnoj Mađarskoj.
Zauzima površinu od 13,27 km četvornih.

## Zemljopisni položaj
Nalazi se na 45° 54' 10" sjeverne zemljopisne širine i 17° 38' 37" istočne zemljopisne dužine, 1 km sjeveroistočno od rijeke Drave i granice s Republikom Hrvatskom. Najbliže naselje u RH je Detkovac.
Tomašin je 7 km sjeverozapadno, Gardonja je 5 km sjeverozapadno, Dombov je 5,5 km sjeverozapadno, Potonja je 3 km sjeverno, Lukovišće je 2,5 km istočno, a Brlobaš je 2,5 km jugoistočno.

## Upravna organizacija
Upravno pripada Barčanskoj mikroregiji u Šomođskoj županiji. Poštanski broj je 7918. U Novom Selu djeluje jedinica hrvatske manjinske samouprave.

## Povijest
Selo je postojalo u srednjem vijeku, o čemu svjedoči katolička crkva iz 15. stoljeća u gotskom stilu, a 1750. dobiva barokne elemente. Selo spominju spisi opatije iz Pannohalme iz 1660. te kustodija iz Stolnog Biograda. Bla je posjed obitelji Istvánffy. U srednjem je vijeku pripadalo gradu Barči.
Selo je bilo uništeno prije 1715. godine. Zabilježeno je tek pet domaćinstava te godine. Iste su se godine doselile skupine Hrvata u ovo selo. Od 1726. u posjedu je opatije Sv. Jakova (Zseliczszentjakab).
Okružni popis iz 1772. navodi da stanovništvo govori hrvatski jezik. Provincijska kuća predstavlja njihovu kulturu, a nalazi se u susjednom selu Lukovišču.

## Promet
10 km sjeverozapadno prolazi državna cestovna prometnica br. 6. Nalazi se 7 km južno i zapadno od željezničke prometnice Barča – Viljan.

## Stanovništvo
Novo Selo ima 265 stanovnika (2001.). Većina su Hrvati, 55%. Ostali su Mađari te nekoliko pripadnika drugih manjina.

## Vanjske poveznice
- (mađ.) Vendégvárón[neaktivna poveznica]